# آنتونوف ای‌ان-۱۴
آنتونوف ای‌ان-۱۴ (به انگلیسی: Antonov An-14) یک هواپیمای ساختِ کارخانهٔ آنتونوف در کشور اتحاد جماهیر سوسیالیستی شوروی است که در سال ۱۹۶۶–۱۹۷۲ ساخته شد. نخستین استفاده‌کنندهٔ این هواپیما نیروی هوایی شوروی بوده‌است. این هواپیما در ۱۹۵۸ میلادی نخستین پرواز خود را انجام داد.